# 류관팅
류관정(劉冠廷, 1988년 11월 11일 ~ )은 타이완의 배우이다.

## 출연 작품
- 《침묵의 숲》 (2020년)